# 有薗直輝
有薗 直輝（ありぞの なおき、2003年5月21日 - ）は、千葉県旭市出身のプロ野球選手（内野手）。右投右打。北海道日本ハムファイターズ所属。

## 経歴

### プロ入り前
旭市立干潟小学校1年生の時に干潟メッツで野球を始め、千葉ロッテマリーンズジュニアに選出された。千葉ロッテマリーンズジュニアのチームメイトに吉野創士がおり、高校進学後もメールでの交流が続いた。旭市立第二中学校では硬式野球のクラブチームである佐倉リトルシニアに所属。チームは2年時にジャイアンツカップで優勝したが、自身はベンチ外であった。3年時からレギュラーに定着し、投手も兼任した。
千葉学芸高等学校に進学し、1年春から4番打者を務めた。投手も兼任し、2年秋は背番号1を背負った。3年春の県大会決勝で専大松戸に勝利し、同校初となる優勝を果たした。同年夏の県大会はAシードとして臨んだが、4回戦で千葉黎明に敗退。3年間で甲子園出場はなかった。高校通算70本塁打。その後、2021年9月17日にプロ志望届を提出した。
10月11日に行われたドラフト会議にて、北海道日本ハムファイターズから2巡目で指名を受けた。11月9日、契約金6000万円、年俸600万円で仮契約を結んだ（金額は推定）。背番号は39。千葉学芸高等学校出身者として初めてのプロ野球選手となった。

### 日本ハム時代
2022年6月21日の対東北楽天ゴールデンイーグルス戦でプロ初出場し、初打席では則本昂大から三振を喫した。4試合に出場したが無安打だった。二軍の試合には60試合に出場し、打率.224、3本塁打という成績だった。
2023年は一軍出場は1試合にとどまった。
2024年は一軍での出場はなかった。二軍では104試合に出場し、打率.231ながら9本塁打、40打点を記録した。

## 選手としての特徴・人物
スイングスピードが速く、逆方向にも長打が打てる強打者候補。50m走のタイム6秒1の脚力と遠投115mを記録した強肩も持ち味。
愛称は「ゾヌ」。

## 詳細情報

### 年度別打撃成績
| 年 度     | 球 団     | 試 合 | 打 席 | 打 数 | 得 点 | 安 打 | 二 塁 打 | 三 塁 打 | 本 塁 打 | 塁 打 | 打 点 | 盗 塁 | 盗 塁 死 | 犠 打 | 犠 飛 | 四 球 | 敬 遠 | 死 球 | 三 振 | 併 殺 打 | 打 率 | 出 塁 率 | 長 打 率 | O P S |
| --------- | --------- | ----- | ----- | ----- | ----- | ----- | -------- | -------- | -------- | ----- | ----- | ----- | -------- | ----- | ----- | ----- | ----- | ----- | ----- | -------- | ----- | -------- | -------- | ----- |
| 2022      | 日本ハム  | 4     | 7     | 7     | 0     | 0     | 0        | 0        | 0        | 0     | 0     | 0     | 0        | 0     | 0     | 0     | 0     | 0     | 4     | 0        | .000  | .000     | .000     | .000  |
| 2023      | 日本ハム  | 1     | 5     | 5     | 0     | 0     | 0        | 0        | 0        | 0     | 0     | 0     | 0        | 0     | 0     | 0     | 0     | 0     | 4     | 0        | .000  | .000     | .000     | .000  |
| 通算：2年 | 通算：2年 | 5     | 12    | 12    | 0     | 0     | 0        | 0        | 0        | 0     | 0     | 0     | 0        | 0     | 0     | 0     | 0     | 0     | 8     | 0        | .000  | .000     | .000     | .000  |

- 2024年度シーズン終了時

### 年度別守備成績
| 年 度 | 球 団    | 三塁  | 三塁  | 三塁  | 三塁  | 三塁  | 三塁     |
| 年 度 | 球 団    | 試 合 | 刺 殺 | 補 殺 | 失 策 | 併 殺 | 守 備 率 |
| ----- | -------- | ----- | ----- | ----- | ----- | ----- | -------- |
| 2023  | 日本ハム | 1     | 1     | 0     | 0     | 0     | 1.000    |
| 通算  | 通算     | 1     | 1     | 0     | 0     | 0     | 1.000    |

- 2024年度シーズン終了時

### 記録
初記録
- 初出場・初先発出場：2022年6月21日、対東北楽天ゴールデンイーグルス10回戦（こまちスタジアム）、「9番・指名打者」で先発出場
- 初打席：同上、3回表に則本昂大から空振り三振
- 初安打・初打点：2025年8月13日、対千葉ロッテマリーンズ15回戦（エスコンフィールドHOKKAIDO）、2回裏に種市篤暉から中越適時二塁打

### 背番号
- 39（2022年[10] - ）

### 登場曲
- 「心に太陽」MACK JACK (2022年 - )
- 「証拠」ジャニーズWEST (2022年 - )